# Ноний Марцелл
Ноний Марцелл (лат. Nonius Marcellus; прозванный Peripateticus Tubursicensis то есть «Перипатетик из Тубурсика») — латинский грамматик из Тубурсика в Нумидии, живший около начала IV века.
Сохранилось его обширное, посвященное сыну сочинение, носящее название «Noni Marcelli Peripatetici Tubursicensis de Conpendiosa Doctrina ad filium». Оно состоит из 19 неравной величины отделов, каждый с особым заголовком. Большая часть отделов — из которых четвёртый, составляющий почти третью часть всего труда, самый важный, — дает пояснения выражений, взятых из древнейших римских писателей, знакомит с грамматическими формами и тому подобным. Шесть последних отделов состоят просто из сопоставления близких по смыслу оборотов речи. Сочинение не приведено в окончательный вид; трудно понять его план. В общем, составитель придерживается алфавитного порядка, но далеко не в одинаковой мере во всех отделах. Делая мало чести уменью и критическому смыслу самого Нония, труд его представляется весьма ценным по громадному количеству приведенных в нём выдержек из древних утерянных писателей.

## Издания
- Первое издание: Помпоний Лет — Рим, около 1460
- Paul Wilhelm Schmidt, De Nonii Marcelli auctoribus grammaticis. — Лейпциг, 1868
- Louis Marie Quicherat — Париж, 1871
- Л. А. Миллер — Лейпциг, 1888
- Авторитетное издание: Уоллеса Мартина Линдсея // Bibliotheca Teubneriana. — Leipzig, 1903 (Полный текст: Т. 1, Т. 2, Т. 3)